# Kuzco, l'empereur mégalo (jeu vidéo)
Kuzco, l'empereur mégalo (The Emperor's New Groove) est un jeu vidéo de plates-formes développé par Argonaut Games et édité par SCEA. Il est sorti en 2000 sur Windows, PlayStation.
Une version Game Boy Color a été développé par Sandbox Interactive et édité par Ubisoft.
Il est adapté du film du même nom.

## Accueil
- GameSpot : 7,5/10[1]
- IGN : 6,5/10[2].